# 2-Methylpentamethylenediamin
2-Methylpentamethylenediamin là một hợp chất hữu cơ thuộc họ amin có công thức H2NCH2CH2CH2CH(CH3)CCH2NCH2. Đây là chất lỏng không màu, thu được bằng cách hydro hoá 2-methylglutaronitril.

## Sử dụng
2-Methylpentamethylenediamin đóng vai trò là chất kết dính. Nó tạo độ bám dính tốt cho kim loại và có khả năng chống ăn mòn và các hóa chất khác. Chất này làm giảm thời gian tạo gel và tương thích với nhựa epoxy. Nó phù hợp cho hàng hải, công nghiệp và lớp phủ trang trí.
2-Methylpentamethylenediamin cũng có thể được sử dụng cho phản ứng trùng hợp để tạo ra polyurethan. Các dẫn xuất của nó như este aspartic, amin bậc hai, aldimin và ketoimin đóng vai trò là chất kết dính trong chuỗi polyurea. Trong polyamide, 2-Methylpentamethylenediamin hoạt động như một chất phá vỡ sự kết tinh. Điều này làm cho polyme vô định hình trong cấu trúc và làm chậm quá trình kết tinh. Nó giúp làm giảm điểm nóng chảy, cải thiện hình thức bề mặt, tăng khả năng chống ăn mòn và hấp thụ màu. Nó cũng làm giảm sự hấp thụ nước, khả năng tạo keo, nhiệt độ nóng chảy và làm nguội.
Tóm lại, công dụng của chất này là:
- Chất ức chế ăn mòn
- Keo polyamide và nhựa mực
- Màng polyamide, chất dẻo và sợi xơ
- Keo epoxy
- Chất lỏng gia công kim loại
- Sử dụng cho phản ứng trùng hợp để tạo ra polyurethan
- Hóa chất xử lý nước
- Isocyanat

## Nguy hiểm
Mặc dù 2-Methylpentamethylenediamin có nhiều công dụng nhưng nó cũng tiềm ẩn nhiều mối nguy hại. Nó có thể gây bỏng, ăn mòn da, có hại khi nuốt phải và có thể gây phù phổi, viêm phổi cấp khi hít phải ở nồng độ cao.